# 제5회 가치봄영화제
제5회 가치봄영화제는 2004년 10월 22일에 열린 시상식이다.

## 수상 및 후보

### 상영작
- 안녕 유에프오 - 김진민
- 꽃피는 봄이 오면 - 류장하
- 돌려차기 - 남상국
- 인어공주 - 박흥식
- 바람의 파이터 - 양윤호
- 말죽거리 잔혹사 - 유하
- 아는 여자 - 장진
- 아라한 장풍대작전 - 류승완
- 맥덜
- 그녀를 믿지 마세요 - 배형준
- 송환 - 김동원
- 효자동 이발사 - 임찬상
- 천국의 미소 - 마지드 마지디
- 올드보이 - 박찬욱
- ...ing - 이언희
- 오! 브라더스 - 김용화
- 신부수업 - 허인무
- 어린신부 - 김호준
- 태극기 휘날리며 - 강제규
- 빵과 우유 - 원신연
- 사랑하는 소녀 - 김종관
- 폴라로이드 작동법 - 김종관
- 사랑의 힘
- 곁의 여자 - 유성엽
- 아쿠아키즈
- 왕초보 잉글리쉬
- 영어완전정복 - 이나영
- 패러디 잉글리쉬
- 길
- 여자 목욕탕
- 빵점
- I Love sky - 임아론
- 미래제화연구소
- 여름 고백
- 하늘아이
- 정전